# جابرييل بيريرا انطونيو
جابرييل بيريرا انطونيو (بالإسبانية: Gabriel Antonio Pereira) (و. 1794 – 1861 م) هو سياسي من الأوروغواي ولد في مونتيفيديو.